# گذرگاه مرزی پرویزخان
گذرگاه مرزی پرویزخان یا مرز پرویزخان یکی از گذرگاه‌های مرزی غربی ایران با کشور عراق است که در محدوده منطقه آزاد تجاری-صنعتی قصرشیرین در استان کرمانشاه واقع شده‌است و ارتباط ایران را با اقلیم کردستان عراق مقدور می‌سازد. مسافران و گردشگران ایرانی می‌توانند با خودروهای شخصی خود از مرز پرویزخان این شهرستان به شهرهای مختلف اقلیم کردستان عراق سفر کنند. خروج از کشور از مرز رسمی پرویزخان به قصد مسافرت به شهرهای اقلیم کردستان عراق نیازی به دریافت ویزا ندارد.

## تردد
روزانه به‌طور متوسط ۸۰۰ دستگاه کامیون از مرز پرویزخان به عراق کالا حمل می‌کنند و در سه ماه اول ۱۳۹۲ در مجموع ۳۹ هزار و ۵۰۰ مسافر و گردشگر ایرانی و عراقی از طریق مرز رسمی پرویزخان وارد ایران شده‌اند و ۳۷ هزار و ۱۰۰ نفر نیز در این مدت از این معبر رسمی به اقلیم کردستان عراق سفر کرده‌اند.

## زائران عتبات عالیات
تردد زوار عتبات عالیات از مرز پرویزخان کماکان ممنوع است و تنها مسافران و گردشگرانی که قصد عزیمت به شهرهای اقلیم کردستان را دارند، می‌توانند از این مرز خارج شوند در غیر این صورت مشکلات زیادی ازجمله بازداشت و دستگیری در انتظار آن‌ها خواهد بود. و این افراد باید از مرز خسروی برای زیارت عتبات عالیات استفاده نمایند.

## بازارچه مرزی
بازارچه مرزی پرویز خان یکی از قطب‌های اقتصادی کشور است که در سال ۷۶ تأسیس و راه اندازی شد و در ابتدای احداث وسعت آن سه هکتار بود که در زمان فعلی به ۳۰ هکتار افزایش یافته و با برنامه‌های در دست اقدام مسئولین استان، وسعت بازارچه مرزی پرویز خان در آینده به ۴۰۰ هکتار افزایش خواهد یافت.
حداکثر ارتفاع منطقه حدود ۴۰۰ متر و کمترین ارتفاع حدود ۳۵۰ متر است. ارتفاع متوسط این منطقه از دریا ۳۷۵ متر است.